# Вінницький інструментальний завод

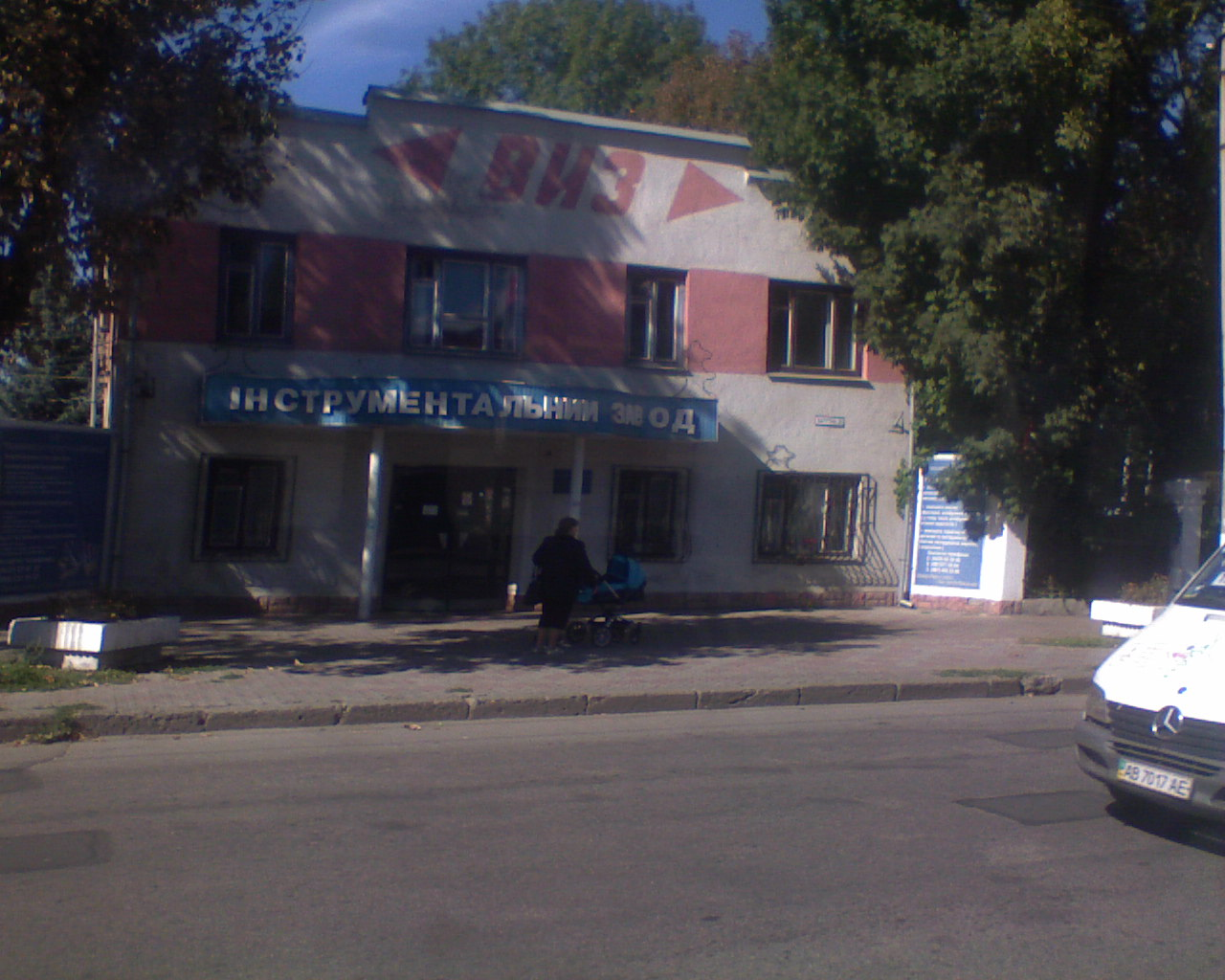
Прохідна ВІЗ

ТОВ «Вінницький інструментальний завод» (абревіатура — ВІЗ)  — підприємство інструментальної промисловості. Розташоване у Вінниці. Основна продукція: металорізальний інструмент — фрези, розгортки, зенківки, спеціальний інструмент (понад 1500 типорозмірів).

## Історія
Вінницький інструментальний завод засновано 1946 року як державне підприємство. За 1958-67 роки підприємство докорінно реконструйовано, оснащено найновішою технікою. Обсяг виробництва продукції 1976 року збільшився проти 1965 у 3,8 раза. На заводі впроваджено найновіші технологічні процеси: вишліфовування стружкових канавок металорізального інструменту, електрохімічне клеймування тощо. Діють агрегати для термічної обробки інструменту, автоматизовано процес консервації та упаковування готової продукції.
У 1996 році державне підприємство «Вінницький інструментальний завод» було перетворено в процесі приватизації у відкрите акціонерне товариство.
2004 рік Вінницький інструментальний завод закінчив зі збитками 1,202 млн гривень, при цьому чистий дохід становив 11,743 млн гривень.
За даними Агентства з розвитку інфраструктури фондового ринку на 1 січня 2005 року, 51,53% акцій заводу, зареєстрованого у формі відкритого акціонерного товариства, належало ТОВ «Мегапром» (Київ), 25% ФДМ (Фонд державного майна).
2005 рік Вінницький інструментальний завод закінчив зі збитками 0,253 млн гривень, при цьому чистий дохід становив 11,993 млн гривень.
За даними Агентства з розвитку інфраструктури фондового ринку на 1 січня 2006 року, 51,29% акцій заводу, зареєстрованого у формі відкритого акціонерного товариства, належало ТОВ «Мегапром» (Київ), 25% ФДМ.
В листопаді 2006 року Фонд державного майна виставив на аукціонні торги на Українській міжбанківській валютній біржі (УМВБ) 25% акцій Вінницького інструментального заводу. Про це йшлося в повідомленні ФДМ. Згідно з повідомленням, ФДМ виставив на торги 54616422 простих іменних штук акцій документарної форми випуску. Стартова ціна однієї акції — 0,01 гривні (при номіналі 0,01 гривні), що в загальній сумі виставленого пакета становить 546 164, 22 гривні. Пакет виставлений одним лотом. Проведення торгів було заплановано на 15 листопада.
Згідно з повідомленням заводу, зазначений продаж відбувся 11 січня 2007 року. Покупцем 25% пакета акцій виступила ТОВ «ВВД Сервіс».
2008 рік Вінницький інструментальний завод закінчив зі збитками 1,885 млн гривень, скоротивши чистий дохід на 6,4%, або на 1,112 млн гривень порівняно з 2007 роком до 16,14 млн гривень.
У 2009 році Вінницький інструментальний завод збільшив збитки на 15,7% або на 0,296 млн гривень, у порівнянні з 2008 роком — до 2,181 млн гривень. Про це йшлосяся у фінансовому звіті підприємства. Завод скоротив чистий дохід на 54,6%, або на 8,812 млн гривень порівняно з 2008 роком до 7,328 млн гривень.
51,53% акцій підприємства володіє компанія «Мегапром» (Київ), 15,102% акцій належать ТОВ "Промислово-торговельна компанія «Восток»(Київ).
Станом на жовтень 2010 року акціонери «Вінницького інструментального заводу» членом правління призначили Михайла Зелінського, збільшивши загальну кількість членів правління до 7 чоловік. Про це було сказано в повідомленні, оприлюдненому на офіційному сайті Державної комісії з цінних паперів та фондового ринку. За рішенням загальних зборів акціонерів на посаду члена правління обраний Михайло Зелінський, який володіє 0,02% акцій. Всього у складі правління стало 7 осіб, серед них голова правління — Юрій Єгоров (9,9%), заступник голови правління — Василь Дядюшек (0,1%) та члени правління — Петро Піддубецький (0,07%), Анатолій Франчук (акціями не володіє), Валентин Загребельний (0,034%) і Лініна Кошелюк (акціями не володіє).
У травні 2012 року ВАТ «Вінницький інструментальний завод» змінено на Публічне акціонерне товариство «Вінницький інструментальний завод».

## Діяльність підприємства
Завод спеціалізується на випуску метало — різальних інструментів. В розрізі основних видів продукції обсяг виробництва розподіляється так: метало — різальний інструмент для машинобудування — 60,7% різна товарна продукція — 16%. Товари народного споживання — 23,3%.
Галузі по КВЕД
- Виробництво інструментів
- Посередництво в торгівлі паливом, рудами, металами та хімічними речовинами
- Оптова торгівля непродовольчими споживчими товарами

Продукція, послуги
- різці токарні з пластинами т/с;
- свердла спіральні з к/хв Р6М5;
- свердла спіральні з ц/хв Р6М5;
- свердла центрувальні;
- зенкери цільні насадні;
- зенківки конічні;
- розгортки ручні циліндричні з прямими канавками;
- розгортки машині з прямими канавками;
- розгортки конічні для КМ;
- розгортки конічні 1:30;
- розгортки конічні 1:50 під штіфти;
- розгортки ручні регул. з вставними ножами по норм. з-ду;
- фрези шпонкові;
- фрези концеві;
- фрези дискові;
- роліки алмазні правильні фасонного профілю;
- ножі бурякорізні безреберні для цукрових заводів;
- викрутки

Офіційним дилером на території України є підприємство «Промінструмент»
Близько 40% продукції підприємство експортує в країни СНД і Прибалтики: Білорусь, Естонія, Казахстан, Литва, Молдова, Росія

Доїхати можна:
- тролейбусом № 1: ВПЗ — Лугова
- тролейбусом № 4: Вишенька — Лугова
- тролейбусом № 7: Лугова — Залізничний вокзал
- маршрутним таксі № 3а: 1-й пров. Київський — вул. Гонти
- маршрутним таксі № 3б: вул. Лугова — пл. Перемоги
- маршрутним таксі № 17а: Барське шосе — вул. Лугова
- маршрутним таксі № 17б: Західний автовокзал — вул. Лугова
- маршрутним таксі № 20а: ВПЗ — вул. Лугова

Існує також ДОЧП ВАТ «Вінницький інструментальний завод»-«інструмент-оснащення»

## Інші виробники інструменту
- Алмазний інструмент GranitLion [Архівовано 4 грудня 2017 у Wayback Machine.] — Львівський виробник алмазного інструмента: фасонні фрези, торцеві фрези, алмазні полірувальні круги, фікерти, калібратори, пальчикові фрези.